# Андерс Рандруп
Андерс Рандруп (дан. Anders Randrup, нар. 16 липня 1988, Герлев) — данський футболіст, що грав на позиції захисника.
Виступав, зокрема, за клуб «Брондбю», а також національну збірну Данії.
Володар Кубка Данії.

## Клубна кар'єра
У дорослому футболі дебютував 2006 року виступами за команду «Брондбю», в якій провів сім сезонів, взявши участь у 137 матчах чемпіонату. 
Згодом з 2013 по 2020 рік грав у складі команд «Горсенс», «Вестшеланн», «Ельфсборг» та «Гельсінгборг».
Завершив ігрову кар'єру у команді «Відовре», за яку виступав протягом 2020 року.

## Виступи за збірні
У 2004 році дебютував у складі юнацької збірної Данії (U-17), загалом на юнацькому рівні взяв участь у 30 іграх, відзначившись одним забитим голом.
Протягом 2007–2009 років залучався до складу молодіжної збірної Данії. На молодіжному рівні зіграв у 14 офіційних матчах.
У 2008 році дебютував в офіційних матчах у складі національної збірної Данії.
Загалом протягом кар'єри в національній команді, яка тривала 1 рік, провів у її формі 1 матч.

## Титули і досягнення
- Володар Кубка Данії (1):

«Брондбю»: 2007-2008